# Укараву

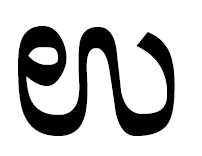
Укараву

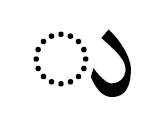
Комбу

Укараву (канн. ಉಕಾರವು) — буква алфавита каннада, обозначает короткий огубленный гласный заднего ряда верхнего подъёма, используется в начале слова, внутри слова передаётся с помощью внутристрочного диакритического знака комбу ು. Комбу пишется после буквы. В большинстве языков, связанных с индийской лингвистической традицией, огласовка «у» ставится под согласной буквой, положение огласовки после буквы является характерной особенностью дравидских языков.

## Вьякарана (грамматика)
- аву — окончание именительного падежа существительных среднего рода.
- ану — окончание именительного падежа существительных мужского рода.
- алу — окончание именительного падежа существительных женского рода.
- йу — окончание существительных.
- анну — окончание винительного падежа существительных.
- галу, ру, ару — окончания множественного числа существительных.
- утт — суффикс изявительного наклонения настоящего времени глаголов.

### Укараву
- Уна (тамильская буква) — உ
- Уни (грузинская буква) — უ
- Укарам — ഉ
- Ура (буква) — ੳ
- У (бирманская буква) —
- Уянна —
- Хьюн — Ու , Ւ
- У (кана) — う и ウ
- У (чжуинь) — ㄨ

### Комбу
- В арабском — дамма
- В иврите — шурук и куббуц
- В гуджарати — варадум
- В малаялам — куниппы
- Комму — (телугу)
- Папилля (сингальский)
- Жапкью (тибетский)
- Тэчаунгин (бирманский)
- Тинйиат и тинку
- Суку — яванский, балийский.